# Имперская фашистская лига
Импе́рская фаши́стская ли́га (англ. Imperial Fascist League; IFL) — фашистское движение в Великобритании, основанное в 1929 году Арнольдом Лизом. Имело в своих рядах несколько сотен человек, включая «Фашистские легионы», созданные для уличных драк.
Одной из центральных тем пропаганды движения был антисемитизм, до войны Лига имела контакты с Юлиусом Штрейхером. Во второй половине 30-х годов активно сотрудничала с Всероссийской фашистской партией Константина Родзаевского. Движение конкурировало с более крупной организацией — Британским союзом фашистов. Арнольд Лиз обвинял Освальда Мосли в том, что Британский союз фашистов находится под контролем евреев. Однако, не выдержав состязания, Имперская фашистская лига к началу Второй мировой войны в 1939 году практически прекратила деятельность.

## История

### Создание
Лиз изначально был членом Британских фашистов. Примерно в 1927 году он отделился от БФ и перебрался в Лондон, где в 1929 году основал как ИФЛ, так и её орган The Fascist. Фашистские легионы, военизированные подразделения, носившие чёрные рубашки, командовались Лесли Х. Шеррарда. Первоначально группа выступала за корпоративизм, денежную реформу и лишение евреев гражданства. В нём было не более 500 членов. Изначально их возглавлял бригадир Эрскин Таллох, хотя реальная власть принадлежала Лизу. Генри Гамильтон Бимиш, глава The Britons, был вице-президентом ИФЛ и регулярно выступал на мероприятиях движения.

### Смена курса
ИФЛ вскоре отошла от итальянского фашизма после того, как Лиз встретился с пропагандистом нацистской партии Юлиусом Штрейхером в Германии.  Вскоре антисемитизм стал центральной темой политики ИФЛ, и её новая программа, «Расово-фашистское корпоративное государство», подчёркивала превосходство «арийской расы». К середине 1930-х годов движение осудило Бенито Муссолини, назвав его «просемитом», и заявив, что Вторая итало-эфиопская война была организована евреями.

### Конфликт с Британским союзом фашистов
В 1932 году Роберт Форган обратился к ИФЛ и предложил объединиться с Британским союзом фашистов Освальда Мосли, но оно было отклонено. Лиз отверг любые предложения Мосли, назвав его «кошерным фашистом», из-за того, что последний изначально не хотел делать антисемитизм центральной темой движения.
К 1933 году Мосли решил выступить против ренегата ИФЛ, и чернорубашечники атаковали ряд их выступлений. Кульминацией стал инцидент на Грейт-Портленд-стрит, когда 50 чернорубашечников, замаскированных под коммунистов, вторглись на сцену, чтобы напасть на Лиза, после чего они нанесли значительный ущерб залу и переложили вину за погром на ИФЛ. БСФ даже передал в Министерство внутренних дел сфабрикованные доказательства заговора ИФЛ с целью нападения на их штаб-квартиру. К 1939 году, когда влияние ИФЛ уменьшилось, соперничество прекратилось, книжный магазин БСФ в Кентербери был готов даже продавать брошюры движения Лиза.

### Прекращение деятельности
Начало Второй мировой войны привело к распаду небольшой группы, поскольку Лиз заявил о лояльности королю и стране. Она была отвергнута некоторыми прогерманскими членами, такими как Тони Гиттенс, Гарольд Локвуд и Берти Миллс. В 1940 году Лиз был интернирован в соответствии с Положением об обороне 18b. Хотя он продолжал быть политически активным после войны, ИФЛ не был реформирован. Создание им Национального рабочего движения в 1948 году означало конец старого движения.